# 부산장안고등학교
부산장안고등학교(釜山長安高等學校)는 대한민국 부산광역시 기장군 장안읍 좌천리에 있는 공립 고등학교이다.

## 학교 연혁
- 1974년 1월 5일 : 장안고등학교 설립 인가 (인문계 9학급)
- 1974년 3월 1일 : 초대 박일병 교장 취임
- 1974년 7월 19일 : 현 신축 교사로 이전
- 1977년 2월 28일 : 제1회 졸업식 [졸업생 146명, 졸업생수 146명]
- 1978년 2월 28일 : 장안종합고등학교 교명변경 (상업과 3학급 인가)
- 1995년 1월 1일 : 경삼남도교육청에서 부산광역시교육청으로 소속 이관
- 1996년 12월 18일 : 보통과 9학급, 정보처리과 6학급(총 15학급) 학칙 변경
- 1997년 11월 2일 : 신축교사(특별교실 6실) 준공
- 1999년 2월 28일 : 교내 급식소 시설 완비
- 2001년 6월 5일 : 12학급 규모 인문계 고등학교 학칙변경
- 2001년 12월 22일 : 부산장안고등학교로 교명 변경 (공식 개교기념일 05. 23)
- 2002년 12월 2일 : 학생 식당 준공
- 2005년 8월 29일 : 기숙사 장자우(長子宇) 준공(64실)
- 2008년 3월 1일 : 인조잔디 운동장 준공
- 2009년 3월 1일 : 부산광역시교육청 지정 <교육과정모델학교> 연구학교 운영
- 2009년 3월 30일 : 탁구부 창단
- 2010년 5월 3일 : 교과교실신개축(8실) 및 특별교실, 다목적 강당, 장자관(長者館) 개관
- 2010년 8월 15일 : 현대식 기숙사 장자우(長者宇) 증축(5~6층) 증축 완공
- 2016년 2월 22일 : 수학교육 연구학교 지정(2016.03 ~ 2018.02, 2년간)
- 2021년 3월 1일 : 자율학교(과학중점영역) 재지정(2021.03.01.~2024.02.28. 3년간)
- 2024년 9월 2일 : 제20대 여응모 교장 취임
- 2025년 2월 6일 : 제49회 졸업식[졸업생 수 109명] 총 졸업생 수 7,851명
- 2025년 3월 4일 : 제52회 입학식[입학생 수 129명]

## 참고 자료
- 부산장안고등학교 - 한국교육학술정보원 학교알리미